# Friedrich Jansa
Friedrich Gustav Jansa (geboren am 29. März 1869; gestorben vermutlich Anfang 1945 in Neudietendorf) war ein deutscher Autor, Buchhändler, Herausgeber und Verleger, der überwiegend in Leipzig aktiv war.

## Leben
Jansa eröffnete am 21. Februar 1895 in Leipzig eine theologische Verlagsbuchhandlung. Im Jahr 1896 gab er bekannt, dass er der Verfasser der 1895 anonym in seinem Verlag erschienen Schrift Die geschichtliche Stellung und Aufgabe des deutschen Altkatholizismus sei, die im Allgemeinen Leopold Karl Goetz zugeschrieben wird. Am 1. September 1898 übernahm er die 1884 gegründete „Akademische Buchhandlung Gebrüder Wenck“ (Carl Adolf Johannes und Wilhelm Otto Helmuth Wenck), die er als „Akademische Buchhandlung Fr. Jansa“ fortführte. Die Auslieferung der Bücher wurde weiterhin von der Firma Friedrich Eusebius Ludwig Herbigs (1781–1839) durchgeführt. Am 21. September 1900 wurde er Eigentümer der Sortimentsbuchhändler von Justus Naumann in Leipzig und vereinigte sie mit seinem Unternehmen.
Sitz des Unternehmens war die Nostitzstraße Nr. 15. Im Jahr 1914 war die Buchhandlung in der Gellertstraße Nr. 14 gemeldet. Angeboten wurden neben Sortiment und Antiquarischen Büchern Werke zur Pädagogik, zur Protestantischen Theologie und Schulbücher. Bis Mai 1917 war er Mitglied im Verein der Buchhändler zu Leipzig. 1922 wurde die „Akademische Buchhandlung Fr. Jansa“ als erloschen verzeichnet, im selben Jahr wurde Jansa als gemeinsamer Geschäftsführer mit Hans v. d. Eldern für die Geschäftsstelle des Christlichen Zeitschriftenvereins für Thüringen (Herausgeber des Thüringischen Evangelischen Sonntagsblatts) und als Inhaber des Verlags Fr. Jansa in Neudietendorf verzeichnet. Anfang 1945 kaufte Elfriede Rättig die Buch-, Kunst- und Musikalienhandlung Friedrich Jansa.

## Werke (Auswahl)
- Anonym erschienen: Die geschichtliche Stellung und Aufgabe des deutschen Altkatholizismus. Jansa, Leipzig 1895 (books.google.de).

Als Herausgeber
- Deutsche Tonkünstler und Musiker in Wort und Bild. Selbstverlag, Leipzig 1911.
- Deutsche Bildende Künstler in Wort und Bild. Selbstverlag, Leipzig 1912 (haab-digital.klassik-stiftung.de).
- Das Racheschwert Die sittliche Weltordnung im Spiegel deutscher Dichtung. Selbstverlag, Leipzig 1915.
- Emanuel Geibel: Der Regenbogen des Glaubens – Religiöse Gedichte. Leipzig 1915.

Im Jansaverlag erschienene Bücher
- Friedrich Nippold: Die jesuitischen Schriftsteller der Gegenwart in Deutschland. Leipzig 1895 (archive.org).
- Jakob Bilek: Die Gefangenschaft des Johann Augusta: Bischofs der böhmischen Brüder, 1548 … Leipzig 1895 (archive.org).